# Enciclopèdia Galàctica
L'Enciclopèdia Galàctica forma part de l'univers de ficció de la Saga de la Fundació o cicle de Tràntor d'Isaac Asimov, especialment de la primera trilogia de novel·les sobre la Fundació. En aquest cicle l'Enciclopèdia Galàctica és la col·lecció de tot el coneixement humà.
En previsió de la crisi de descomposició de l'Imperi Galàctic, Hari Seldon, creador de la Psicohistòria, va establir dues Fundacions "en extrems oposats de la Galàxia", per aconseguir la refundació de l'Imperi Galàctic en un període de tan sols 1.000 anys, evitant 29.000 anys de barbàrie i decadència social.
La primera Fundació, l'única pública, estava encarregada de recopilar tots els coneixements humans, des dels temps primitius fins als actuals, en l'Enciclopèdia Galàctica. No obstant això, la finalitat secreta d'aquesta Fundació era ser la llavor política i econòmica del Segon Imperi, un pes amb el qual els Enciclopedistas sols no podien carregar.
L'Enciclopèdia Galàctica és un dels paràmetres fonamentals de la Saga de la Fundació, ja que testifica amb la seva publicació final, mil anys després de creada la Fundació de Tèrminus, el triomf final d'aquesta i la creació del Segon Imperi Galàctic. Aquest fet va ser abordat per David Brin en la novel·la El triomf de la Fundació, pertanyent a la Segona Trilogia de la Fundació, en la qual altres prestigiosos autors de ciència-ficció continuen la saga; en aquesta novel·la Hari Seldon discrepa amb Daneel Olivaw en el sentit que la seva Fundació triomfarà malgrat el pla Gaia-Galàxia d'aquest destinat absorbir a la creació de Hari. Aquesta és una de les grans contradiccions de la Saga que ni el mateix Asimov va intentar resoldre.

## Finalitat i missió
El projecte de crear una Fundació que conservi el coneixement científic davant els imminents segles de caos que es preveuen, és explicat així per Hari Seldon en el judici que se segueix contra ell:
| « | Salvant els coneixements de la raça. La suma del saber humà està per sobre de qualsevol home; de qualsevol nombre d'homes. Amb la destrucció de la nostra estructura social, la ciència es trencarà en milions de trossos. Els individus no coneixeran més que facetes summament diminutes del que cal saber. Seran inútils i ineficaços per si mateixos. La ciència, en no tenir sentit, no es transmetrà. Estarà perduda a través de generacions. Però, si ara preparem un sumari gegantesc de tots els coneixements, mai es perdran. Les generacions futures es basaran en ells, i no hauran de tornar a descobrir-ho per si mateixes. Un mil·lenni farà el treball de trenta mil anys. | » |

Pretén conservar la unitat de l'alt nivell de coneixement científic aconseguit per la societat galàctica, i posar a la disposició de tots els planetes l'obra resultant. És al mateix temps un centre de formació de científics i de difusió del coneixement. No obstant això solament abasta especialistes en ciències i tecnologia i el coneixement profund sobre psicohistoria és exclòs en el projecte original.
La dualitat entre conservació-investigació del coneixement l'expressa així el personatge Salvor Hardin poc abans de donar un cop d'estat per arrabassar al cos científic l'autoritat sobre Tèrminus:
| «               | A vostès i a la meitat de Tèrminus els passa igual. Estem aquí asseguts, anteposant l'Enciclopèdia a tot la resta. Considerem que l'objecte de la ciència és la classificació de les dades passades. És important, però no hi ha gens més que fer? Estem retrocedint i oblidant, no ho veuen? Aquí en la Perifèria han perdut l'energia atòmica. En Gamma Andrómeda ha explotat una planta d'energia per una reparació defectuosa, i el canceller de l'imperi es queixa que hi ha pocs tècnics atòmics. Quin és la solució? Formar nous tècnics? Mai! En lloc restringiran l'energia atòmica. I per tercera vegada: No ho veuen? És alguna cosa que afecta a tota la Galàxia. És un culte al passat. És una degeneració, un estancament! | » |
| — Salvor Hardin | |   |

És important assenyalar que l'Enciclopèdia actua com a tapadora, que "la Fundació de l'Enciclopèdia és un frau i sempre ho ha estat". Els seus membres "han ignorat per a què treballaven", i que "no importen els volums" de l'enciclopèdia. El projecte ha servit per mantenir ocupats als 100.000 habitants en un petit planeta aïllat "mentre els esdeveniments anaven prenent forma", de manera que des del seu domini cientificotècnic fossin el germen per a la reconstrucció de l'imperi.

## Organització
El nom específic que s'usa és Fundació número u per a l'Enciclopèdia. És una institució científica independent i lliure d'impostos, creada i avalada per l'emperador. Pertany als dominis directes de l'emperador que destina als enciclopedistas reclutats per Hari Seldon al planeta Tèrminus, en l'extrem últim de la galàxia. Encara que es tracta d'una forma d'exili forçós, per considerar la seva presència a la capital de l'imperi com un perill per a l'estabilitat política, la Fundació està sota la protecció de l'emperador i la importància del seu treball és coneguda per la resta dels planetes de la galàxia. L'exili es dissimula sota una gran publicitat per al projecte.
La seva població inicial seran uns 100.000 habitants. El nucli inicial de matemàtics al voltant de Seldon era de 50. S'hi recullen "els primers i els últims... científics de la galàxia" i la hi tracta de "refugi científic". De vegades s'indica que està especialitzada en "ciències físiques". La població del planeta són essencialment científics, i no té camperols ni noblesa. Depèn de subministraments de l'exterior per a assumptes essencials com els metalls.
L'òrgan superior d'administració és la Junta de Síndics. L'any 50 de la seva creació el director era Lewis Pirenne. S'esmenten departaments de redacció, edició, publicació i filmació.

## Continguts i característiques
Les cites incloses en el primer llibre de la Fundació procedeixen de la 116a edició, publicada en 1020 E.F. (Era de la Fundació), a càrrec de la companyia editora amb seu en Tèrminus. En la continuació autoritzada, El triomf de la Fundació, se cita una edició posterior, la 117ª, de l'any 1054 E.F. La Fundació és denominada de vegades com La Fundació Enciclopèdia. No hi ha dades en les novel·les sobre la data de la primera edició.
Segons consta en les obres d'Asimov, solament coneixem uns pocs articles. L'autor usa com a recurs literari la cita d'un fragment al començament en els llibres de la sèrie original, i en alguns capítols. Els articles citats tracten sobri:
- Hari Seldon (Fundació, part I)[5]
- Tràntor (Fundació, part I, cap. 3)
- Psicohistòria (Fundació, part I, cap. 4)
- Korell (Fundació, part V, cap. 18, en finalitzar capítol i llibre)
- Tèrminus (Fundació, part II)
- Els quatre regnes (Fundació, part III)
- Comerciants (Fundació, parts IV i V)
- Bel Riose (Fundació i Imperi, part I)
- El Mul (Fundació i Imperi, part II, i Segona Fundació, part I)
- Darrell, Arkady (Segona Fundació, part II)

El primer volum estava previst després de 55 anys des del començament (any 12067 de l'Era Galàctica). Els primers 50 anys al planeta Tèrminus es van dedicar a convertir la Fundació en "una unitat de treball organitzada" i "reunir el material de base". La Fundació explica també amb una nodrida biblioteca. Els següents volums apareixerien a un interval regular de 10 anys. A més hi hauria suplements amb articles especials sobre successos d'interès general.
Després de 500 anys l'Enciclopèdia "mai va ser acabada" en el seu format i concepció original (volums físics en una tecnologia indeterminada de la qual s'esmenten "vasts magatzems de pel·lícules de consulta" i "sales de projecció"). Amb el temps es transforma en una versió digital:
| « | Et refereixes a la Enciclopèdia galàctica? El que tenim no és allò en el que ells treballaven. El que tenim està en un ordinador i és revisat diàriament. Has vist alguna vegada l'original incomplet? | » |

L'original incomplet es conserva en el Museu Hardin (Museu dels orígens Salvor Hardin). Malgrat acumular una biblioteca de referència, en el llibre es contenen crítiques a la investigació exclusivament bibliogràfica sense treball de camp propi, per la qual cosa pot entendre's la Fundació com una institució d'investigació bàsica i formació tecnològica, da, això sí, en recursos d'informació primaris i secundaris.
Al llarg del llibre l'autor usa com a font de consulta i investigació la Biblioteca de la Universitat de Tèrminus o la Biblioteca Galàctica en Tràntor en lloc de la consulta directa de l'enciclopèdia.

## Influències i altres usos
David Brin va usar en la seva novel·la Marea estel·lar una idea molt similar, anomenant-la "Biblioteca galàctica".
D'altra banda, la idea de Enciclopèdia Galàctica és un concepte que apareix en la sèrie de documentals de divulgació científica Cosmos, dirigida per Carl Sagan, i que dona títol al capítol 12. Podria entendre's com un suggeridor projecte del saber col·lectiu de les civilitzacions avançades de l'univers.